# Викторов, Анатолий Семёнович
Анатолий Семёнович Викторов (22 октября 1919, Боготол, Томская губерния — 19 июля 1995, Заосье, Батецкий район, Новгородская область) — советский спортсмен-универсал. Играл в футбол, хоккей с шайбой и хоккей с мячом, тренер. Мастер спорта СССР (1940). Заслуженный тренер РСФСР (1972).

## Биография
Сын рабочего-токаря Сестрорецкого оружейного завода, трое братьев — Сёмен, Павел и Владимир. Окончил семилетнюю школу ФЗУ-2. Окончил высшую школу тренеров при ГОЛИФК имени П. Ф. Лесгафта (1937—1938). Во время Великой Отечественной войны служил в 13-м мотострелковом полку на Ленинградском фронте (июль 1941 — июль 1942). Награждён медалями «За оборону Ленинграда» (1942), «За победу над Германией» (1945), орденом Отечественной войны II степени (1986). Участник футбольных матчей в блокадном Ленинграде.
Играл в футбольных командах ДСО «Салют» Сестрорецк; «Авангард» Ленинград (1939—1940), «Динамо» Ленинград (1940—1950), ВВС Москва (1951—1952).
В хоккей с мячом играл за команду ГОЛИФКа в 1937 году. Чемпион Ленинграда 1940 года в составе команды Кировского завода, 1941 и 1943 годов в составе «Динамо». В сезоне 1940/1941 годов играл в «Динамо» вместе с Всеволодом Бобровым. Играл за сборную Ленинграда (1940). 12 марта 1940 года в матче со сборной Москвы (5:5), выйдя на поле только во втором тайме забил три мяча. В финале кубка СССР 1947 года с московским «Динамо» (1:4), забил единственный мяч ленинградцев.
Играл на позиции нападающего в составе команд по хоккею с шайбой «Динамо» Ленинград (1946—1950), ВВС Москва (1950—1953, трёхкратный чемпион СССР), ЛДО Ленинград (1953—1957 — играющий тренер). Провел около 150 матчей, забил 106 шайб (46 — в «Динамо», 35 — в ВВС, 25 — в СКА). В ЛДО играл в центре нападения в звене с Беляем Бекяшевым и Виктором Елесиным. 
23 февраля 1948 года принял участие в первом международном (тренировочном) матче советской команды по хоккею с шайбой. Встречались сборная Москвы и пражский ЛТЦ (7:11). Викторов забросил три шайбы (хет-трик) в ворота чешской команды.
Тренировал команды по хоккею с шайбой: молодёжную и студенческую сборные СССР (1956), 
СКА (Ленинград), «Кировец» (1957—1961, 1968—1969), ЛВО Ленинград (апрель 1961 — февраль 1962, футбол и хоккей), «Спартак» (Ленинград) (август 1962 — ноябрь 1964), сборную Ленинграда на 2 зимней Спартакиаде народов РСФСР (1961), команду Норильского горнометаллургического комбината (декабрь 1964 — ноябрь 1968), «Шторм» (Ленинград) (1970—1974).
Под руководством Викторова в 1956 году студенческая сборная СССР выиграла золотые медали XI Всемирных зимних студенческих игр. 
В 1969 году клубная команда «Кировец» под руководством Викторова стала чемпионом Ленинграда. Также под его руководством клубная команда «Шторм» дважды победила в чемпионате Ленинграда в 1972 и 1974 годах и дважды завоёвывала кубок Ленинграда в 1971 и 1973 годах.
В течение последних 18 лет жизни был частично парализован. Скончался в 1995 году.
Включен в символическую сборную Ленинграда за 1947—1974 годы.
Дочь Лариса — семикратная чемпионка СССР по плаванию (спина, вольный стиль; установила 43 рекорда страны), участница Летних Олимпийских игр 1960 в Риме (6 место).

## Достижения
ХОККЕЙ С ШАЙБОЙ
Как игрок:
- Чемпион СССР (3) — 1951, 1952, 1953
- 🏆 Обладатель кубка СССР — 1952
  - Финалист кубка СССР — 1951
- Чемпион Ленинграда — 1947[19]

Как тренер:
- Чемпион XI Всемирных зимних студенческих игр — 1956
- Чемпион Ленинграда (3) — 1969, 1972, 1974
- 🏆 Обладатель кубка Ленинграда (2) — 1971, 1973

ХОККЕЙ С МЯЧОМ
- Финалист кубка СССР — 1947[4]

 Чемпион Ленинграда (3) — 1940, 1941, 1943